# Tadeusz Penczak
Tadeusz Penczak (ur. 20 maja 1936 w Łodzi, zm. 24 grudnia 2022) – polski biolog, profesor nauk przyrodniczych.

## Życiorys
Urodził się 20 maja 1936 r. w Łodzi, ukończył liceum w 1953 r. W 1958 r. otrzymał tytuł magistra, a 1965 r. nadano mu tytuł doktora nauk przyrodniczych. W 1969 r. uzyskał habilitację, w 1977 r. objął stanowisko profesora nadzwyczajnego, a w 1989 r. otrzymał tytuł profesora. Pełnił funkcję dziekana Wydziału Biologii i Ochrony Środowiska, kierownika Katedry Ekologii i Zoologii Kręgowców oraz kierownika Zakładu Ekologii i Zoologii Kręgowców Uniwersytetu Łódzkiego.
W swoich pracach naukowych poruszał głównie zagadnienia związane z anatomią i morfologią ryb, ekologią populacyjną ryb w rzekach różnych stref klimatycznych, produkcją wtórną i konsumpcją, bioenergetyką i cyklami biopierwiastków w populacjach ryb rzecznych oraz modelowaniem komputerowym procesów ekologicznych.
Był członkiem wielu organizacji naukowych, m.in. Europejskiej Unii Ichtiologii (EIE), Międzynarodowego Stowarzyszenia Ekologów (INTECOL), American Fisheries Society, Polskiego Towarzystwa Zoologicznego, Komitetu Zoologii PAN, Rady Naukowej Instytutu Ekologii PAN. Przewodniczył Radzie Naukowej przy
Zarządzie Głównym Polskiego Związku Wędkarskiego.

## Prace
Prof. Penczak jest autorem ponad 300 prac naukowych, w większości publikowanych w prestiżowych międzynarodowych czasopismach, m.in.:
- Fish Assemblage changes Relative to Environmental Factors and Time in the Warta River, Poland, and its Oxbow Lakes (we współautorstwie, 2004)
- Występowanie ryb w zlewniach Odry i Wisły w zależności od rzędowości cieku. (we współautorstwie, 2005)
- Zróżnicowanie zespołów ryb w starorzeczach środkowego biegu Warty i Pilicy. (we współautorstwie, 2005)
- Reofilne ryby karpiowate dorzecza Odry (we współautorstwie, 2007)
- New species richness predictors first tested on fish in a small tropical stream. (we współautorstwie, 2008)
- Effects of Damming a Large Lowland River on Chironomids and Fish Assessed with the (Multiplicative Partitioning of) True/Hill Biodiversity Measure (we współautorstwie, 2011)
- Ichtiofauna systemu rzecznego Gwdy (2013–2015) (we współautorstwie, 2017)

## Odznaczenia
Prof. dr hab. Tadeusz Penczak został odznaczony:
- Złotym Krzyżem Zasługi
- Krzyżem Kawalerskim Orderu Odrodzenia Polski
- Odznaką Tysiąclecia Państwa Polskiego
- Honorową Odznaką Województwa Łódzkiego
- Złotą Odznaką za zasługi dla Ochrony Środowiska
- Medalem Komisji Edukacji Narodowej
- Medalem „Universitas Lodziensis Merentibus”
- Medalem „Uniwersytet Łódzki w służbie społeczeństwu i nauce”
- Medalem Honorowym – Zasłużony dla Akademii Rolniczo-Technicznej w Olsztynie
- wieloma odznakami i odznakami PZW i PZŁ